# Eerik Aps
Eerik Aps (* 22. Oktober 1987) ist ein estnischer Ringer.

## Werdegang
Eerik Aps begann im Alter von sieben Jahren mit dem Ringen. Er bevorzugt dabei den griechisch-römischen Stil. Aps ist Mitglied des Sportvereins "Nelson" Tallinn und wurde bzw. wird von Igor Annus und Henn Põlluste trainiert. Er zählte im Juniorenbereich bereits seit 1998 zu den besten estnischen Nachwuchsringern, in diesem Jahr belegte er bei den estnischen Schülermeisterschaften einen 3. Platz.
In den Jahren von 2001 bis 2007 gewann er in den jeweiligen Altersgruppen und in verschiedenen Gewichtsklassen insgesamt acht estnische Juniorenmeisterschaften. In den Jahren 2007 und 2008 wurde er auch estnischer Seniorenmeister im Weltergewicht.
Seit 2003 nahm Eerik Aps auch regelmäßig bei internationalen Juniorenmeisterschaften teil. Das beste Ergebnis, das er dabei erreichte, war ein 5. Platz bei der Junioren-Weltmeisterschaft 2006 in Guatemala-Stadt, wo er im Weltergewicht mit zwei Siegen und zwei Niederlagen einen hervorragenden 5. Platz belegte.
Im Jahre 2007 startete er erstmals bei einer Senioren-Weltmeisterschaft. Er verlor aber in Baku in seinem ersten Kampf gegen den finnischen Ex-Weltmeister und Routinier Markku Yli-Hannuksela, womit er ausschied und sich nur auf dem 40. Platz platzierte. Weitaus besser schnitt er bei der Europameisterschaft der Senioren 2008 in Tampere ab. Er besiegte dort im Weltergewicht Ionel Puscas aus Rumänien u. Aljaksandr Kikinjou aus Belarus, scheiterte aber im Viertelfinale an Julian Kwit aus Polen und belegte den 7. Platz. Die Qualifikation für die Olympischen Spiele 2008 in Peking schaffte Eerik Aps bei zwei Qualifikationsturnieren nicht.
Im Jahre 2009 wechselte Eerik Aps in das Mittelgewicht über. Bei der Europameisterschaft dieses Jahr in Vilnius erzielte er dabei in dieser Gewichtsklasse mit einem 5. Platz das bisher wertvollste Ergebnis seiner Laufbahn. Auf dem Weg zu diesem Erfolg unterlag er dem russischen Ex-Weltmeister Alexei Mischin knapp nach Punkten, bezwang aber den Silbermedaillengewinner von Peking im Mittelgewicht den Ungarn Zoltán Fodor sicher nach Punkten. Im Kampf um die Bronzemedaille unterlag er dem Ukrainer Witali Lischtschinski nach Punkten.

## Internationale Erfolge
| Jahr | Platz | Wettbewerb                               | Gewichtsklasse | |
| 2003 | 12.   | Junioren-EM (Cadets) in Rostow           | bis 63 kg KG   | Sieger: Georgi Tonkow, Bulgarien |
| 2004 | 8.    | Junioren-EM (Cadets) in Albena/Bulgarien | bis 69 kg KG   | Sieger: Arsen Dschulfalakjan, Armenien vor Dimitri Arabadschi, Ukraine |
| 2005 | 14.   | Junioren-WM (Juniors) in Vilnius         | Welter         | mit einem Sieg über Wladislaw Lukasevic, Lettland u. einer Niederlage gegen Georgi Popschadse, Russland                                                                                        |
| 2006 | 15.   | Junioren-EM (Juniors) in Szombathely     | Welter         | Sieger: Dimitri Psychow, Ukraine vor Mehmet Uemit Bedel, Türkei u. Arsen Dschulfalakjan |
| 2006 | 5.    | Junioren-WM (Juniors) in Guatemala-Stadt | Welter         | mit einem Sieg über Andrew Bisek, USA, einer Niederlage gegen Mehmet Uemit Bedel, einem Sieg über Alamchan Saidow, Kasachstan u. einer Niederlage gegen Dimitri Psydchow                       |
| 2007 | 21.   | Junioren-EM (Juniors) in Belgrad         | Welter         | Sieger: Emrath Wo, Türkei vor Magomaed Aschchabow, Russland u. Damian Hartmann, Deutschland |
| 2007 | 21.   | Junioren-WM in Peking                    | Welter         | nach einer Niederlage gegen Magomed Aschchabow |
| 2007 | 40.   | WM in Baku                               | Welter         | nach einer Niederlage gegen Marko Yli-Hannuksela, Finnland |
| 2008 | 7.    | EM in Tampere                            | Welter         | mit Siegen über Ionel Pusca, Rumänien u. Aljaksandr Kikinjou, Belarus u. einer Niederlage gegen Julian Kwit, Polen                                                                             |
| 2008 | 8.    | Olympia-Qualif.-Turnier in Ostia bei Rom | Welter         | Sieger: Manuchar Kwirkwelia, Georgien vor Ilgar Abdulow, Aserbaidschan |
| 2008 | 25.   | Olympia-Qualif.-Turnier in Novi Sad      | Welter         | Sieger: Wolodymyr Schazkych, Ukraine vor Aljaksandr Kikinjou |
| 2009 | 5.    | EM in Vilnius                            | Mittel         | mit einem Sieg über Andrei Baranowski, Belarus, einer Niederlage gegen Alexei Mischin, Russland, einem Sieg über Zoltán Fodor, Ungarn u. einer Niederlage gegen Witali Lischtschinski, Ukraine |

Anm.: alle Wettbewerbe im griechisch-römischen Stil, Weltergewicht, bis 74 kg u. Mittelgewicht bis 84 kg Körpergewicht